# Markus Dupree
Markus Dupree, pseudonimo di Aleksej Jur'evič Maetnyj (San Pietroburgo, 31 maggio 1988), è un attore pornografico e regista pornografico russo.

## Biografia e carriera
Markus Dupree è nato e cresciuto insieme alla madre a San Pietroburgo, dove ha frequentato l'istituto di commercio internazionale dove si è laureato in economia e diritto. Ha debuttato come attore pornografico nel 2008 girando 18 Year Old Pussy 14, con lo pseudonimo di Markus Dupree.
Dal 2014 ha cominciato ad affermarsi nel settore ricevendo le prime nomination agli AVN Awards. Nel 2017 ottiene i primi premi per la miglior scena con doppia penetrazione insieme a Mick Blue e Abella Danger e più oltraggiosa con Adriana Checkik e Holly Hendrix mentre nel 2018 ottiene il premio come artista maschile dell'anno; in totale dunque Dupree ha collezionato negli anni 16 candidature agli AVN e 3 premi.
Come attore ha lavorato con i maggiori studi europei e americani quali Evil Angel, Bangbros, Digital Playground, Hard X, Zero Tolerance, Wicked Pictures, New Sensation, Jules Jordan Video. Dal 2020 ha un contratto in esclusiva con Brazzers, che tuttavia gli viene annullato dopo le accuse di "cattiva condotta sessuale" partite già dal 2019 da diverse colleghe, inclusa la ben nota denuncia sui social da parte di August Ames, morta suicida dopo ripetuti attacchi di cyberbullismo. Alcuni sostengono che si sia suicidata proprio per via delle ultime scene girate con Dupree. Tuttavia nessuna persona ha mai sporto denuncia formale verso Dupree, né egli è stato mai giudicato in una corte di tribunale.

## Vita privata
Nel 2015, dopo aver girato una scena con Bridgette B, ha cominciato a frequentarla e l'anno successivo si sono sposati. Nel 2019 i due hanno annunciato la separazione e immediatamente Markus ha intrapreso una relazione con la collega Autumn Falls, con la quale lavora e al tempo stesso intrattiene tutt'oggi una relazione fissa e duratura.
Spesso, per via della sua corportatura tendenzialmente esile, viene riportata la sua altezza erroneamente. Tuttavia, come si può notare dal suo profilo nel sito ufficiale di Brazzers, sia su Instagram, Markus rasenta il metro e 90 come il collega francese Emmanuel Delcour (conosciuto anche come Jean Val Jean).

## Riconoscimenti
- AVN Awards
  - 2017 – Best Double Penetration Sex Scene per Abella con Abella Danger e Mick Blue[4]
  - 2017 – Most Outrageous Sex Scene per Holly Hendrix's Anal Experience con Holly Hendrix e Adriana Checkik[4]
  - 2018 - Male Performer of the Year[7]
  - 2018 – Best Anal Sex Scene per Anal Savages 3 con Lana Rhoades[7]
  - 2018 - Best Double Penetration Sex Scene per Angela 3 con Angela White e Mick Blue[7]
  - 2018 - Best Group Sex Scene per Angela 3 con Angela White, Mick Blue, Xander Corvus, Toni Ribas e John Strong[13]
  - 2019 – Best Threeway Sex Scene G/G/B per The Corruption of Kissa Sins con Angela White e Kissa Sins[14]
  - 2020 – Best Double Penetration Sex Scene per I am Riley con Riley Reid e Ramon Nomar[15]
  - 2020 – Best Gangbang Sex Scene per Angela White: Dark Side con Angela White, Mick Blue, Steve Holmes, Prince Yahshua, Jon Jon, John Strong, Robby Echo, Eric John, Rob Piper, Mr. Pete e Eddie Jaye[15]
  - 2020 – Best Three-Way Sex Scene - Boy/Boy/Girl per Jules Jordan's Three Ways con Autumn Falls e Jules Jordan[15]
  - 2021 – Best Gangbang Scene per Adriana Chechik's Extreme Gangbang con Alex Jones, Eddie Jaye, John Strong, Adriana Chechik, Rob Piper e Scotty P[16]
- XBIZ Awards
  - 2018 – Best Sex Scene - Gonzo Release per Fucking Flexible 2 con Abella Danger[17]
- XRCO Award
  - 2018 – Male Performer Of The Year[18]